# Aïssata Soulama
Aïssata Soulama (ur. 11 lutego 1979) – lekkoatletka z Burkina Faso specjalizująca się w biegach na 400 metrów przez płotki.
Podczas igrzysk olimpijskich w Atenach (2004) odpadła w eliminacjach na tym dystansie. Cztery lata później uczestniczyła w Letnich Igrzyskach Olimpijskich w Pekinie, także w biegu na 400 metrów przez płotki, gdzie zakwalifikowała się do półfinału.

## Rekordy życiowe
| Dystans                         | Wynik (s) | Miejsce | Data          | Uwagi               |
| ------------------------------- | --------- | ------- | ------------- | ------------------- |
| Bieg na 400 metrów              | 53,81     | Bamako  | 6 lipca 2005  | rekord Burkina Faso |
| Bieg na 100 metrów przez płotki | 13,88     | Algier  | 29 maja 2008  |                     |
| Bieg na 400 metrów przez płotki | 55,49     | Algier  | 22 lipca 2007 | rekord Burkina Faso |

Soulama biegła na pierwszej zmianie burkińskiej sztafety 4 × 400 metrów, która w 2007 ustanowiła aktualny rekord kraju w tej konkurencji – 3:50,49